# Szviniste
Szviniste (macedónul: Свиниште) település Észak-Macedóniában, a Pelagonijai körzet Bitolai járásában.

## Népesség
| Lakosok száma | 235  | 218  | 164  | 139  |      |
|               | 1948 | 1961 | 1971 | 1981 | 2002 |

2002-ben lakatlan település.